# Reserva de caça de Selous
La reserva de caça Selous, ara rebatejada com a Parc Nacional de Nyerere (en part), és una de les més grans reserves de fauna del món, situada al sud de Tanzània. Deu el seu nom a l'anglès Sir Frederick Selous, un famós caçador de caça major i primerenc conservacionista alhora. Està inscrit a la llista del Patrimoni de la Humanitat des del 1982; el juny de 2014, la UNESCO va incloure la reserva a la llista del Patrimoni de la Humanitat en perill a causa de la caça furtiva a gran escala.
La reserva abasta una superfície total de 54.600 km² més algunes zones de protecció addicionals. Dins de la reserva no es permet cap presència humana o estructures permanents. Totes les entrades (humanes) i sortides són curosament controlades per la Divisió del Ministeri de Recursos Naturals i Turisme de Tanzània per a la Naturalesa. Alguns dels animals típics de la sabana (per exemple l'Elefant africà de sabana, lleó massai, el gos salvatge de l'Àfrica Oriental, guepard de Sud-àfrica, el rinoceront negre del centre-sud, l'hipopòtam, el lleó, el gos salvatge africà, el búfal africà, la la girafa Masai, la la zebra de les planes i el cocodril del Nil) es poden trobar en aquest parc de forma més nombrosa que en qualsevol altra reserva africana de caça o parc nacional.

## Història
La zona va ser designada per primera vegada com a àrea protegida el 1896 pel governador alemany de Tanganyika Hermann von Wissmann, i es va convertir en reserva de caça el 1905. La reserva va rebre el nom de Frederick Selous, un famós caçador de caça major i primer conservacionista, que va morir a Beho Beho en aquest territori el 1917 mentre lluitava contra els alemanys durant la Primera Guerra Mundial. L'explorador i cartògraf escocès Keith Johnston havia mort a Beho Beho el 1879 mentre dirigia una expedició de la Royal Geographical Society als Grans Llacs d'Àfrica amb Joseph Thomson.
Des de l'any 2005, l'àrea protegida és considerada Unitat de Conservació del Lleó.
S'ha aprovat un canvi de límit per permetre l'ús de jaciments d'urani. L'aprovació del canvi de límit va ser donada per la UNESCO i seriosament criticada per ecologistes i organitzacions, com ara Uranium-Network i Rainforest Rescue.
El president de Tanzània, John Magufuli, ha aprovat la construcció d'una nova central hidroelèctrica Stiegler's Gorge de 2.115 MW sobre el riu Rufiji. La central generarà 2.100 megawatts addicionals d'electricitat, més del triple de la capacitat hidroelèctrica instal·lada de Tanzània de 562 megawatts. El projecte va començar el 26 de juliol de 2019 i s'hauria d'acabar el 2022. La Unió Internacional per a la Conservació de la Natura (UICN) ha criticat el govern de Tanzània per no tenir en compte l'impacte de les inundacions de prop de 1.000 km² tindrà, tant sobre la població com la biodiversitat de la reserva. Milers de persones depenen del riu per a la pesca i l'agricultura. Algunes parts del Selous es poden considerar com un desert verge. Els alemanys mai van cartografiar la plana inundable de Rufiji, i el 1917, una expedició encapçalada pel tinent E. William Boville va descriure aquella zona com a inhabitable.

## Descripció

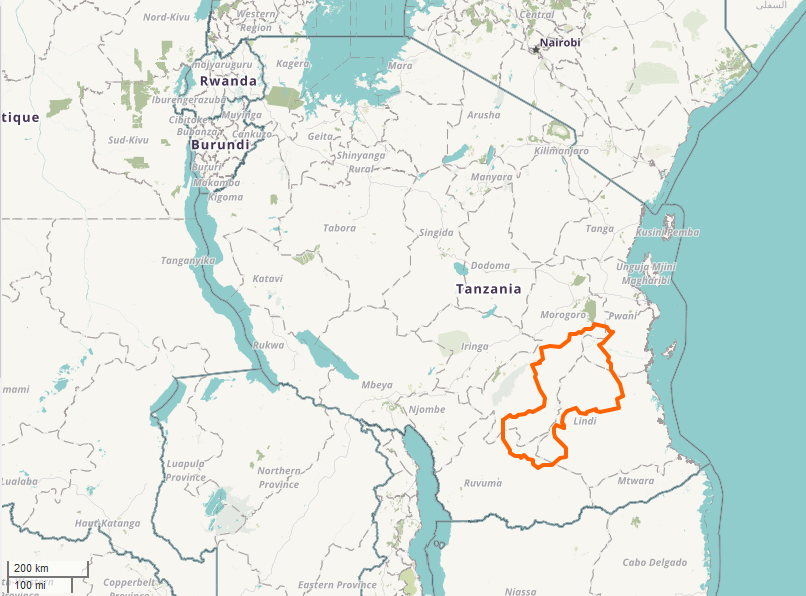
Ubicació dins de Tanzània

Els llocs interessants del parc són el riu Rufiji, que desemboca a l'oceà Índic enfront de l'illa de la Màfia i el congost de Stiegler, un canó de 100 metres de profunditat i 100 d'amplada. Els hàbitats inclouen pastures, sabana típica d'acàcia, aiguamolls i extensos boscos de Miombo. Tot i que les poblacions totals de vida salvatge són altes, la reserva és gran i les densitats d'animals són més baixes que al circuit turístic del nord de Tanzània, més visitat amb regularitat. El 1976, la reserva de caça de Selous contenia uns 109.000 elefants, llavors la població més gran del món. El 2013, les xifres havien baixat a uns 13.000, inclosa una caiguda del 66% del 2009 al 2013. Les fonts culpen als polítics corruptes, funcionaris i empresaris que ajuden als caçadors furtius.
La major part de la reserva roman reservada per a la caça a través d'una sèrie de concessions de caça llogades de manera privada, però una secció del parc del nord al llarg del riu Rufiji ha estat designada com a zona fotogràfica i és una destinació turística popular. Hi ha uns quants albergs i campaments d'alta gamma situats principalment al llarg dels sistemes de rius i llacs en aquesta zona. L'accés per carretera és bastant difícil fa que la majoria dels visitants arribin amb avions petits des de Dar es Salaam, tot i que també és possible l'accés amb tren. Els safaris a peu estan permesos al Selous i els viatges en vaixell al Rufiji són una activitat popular.

## Flora i fauna

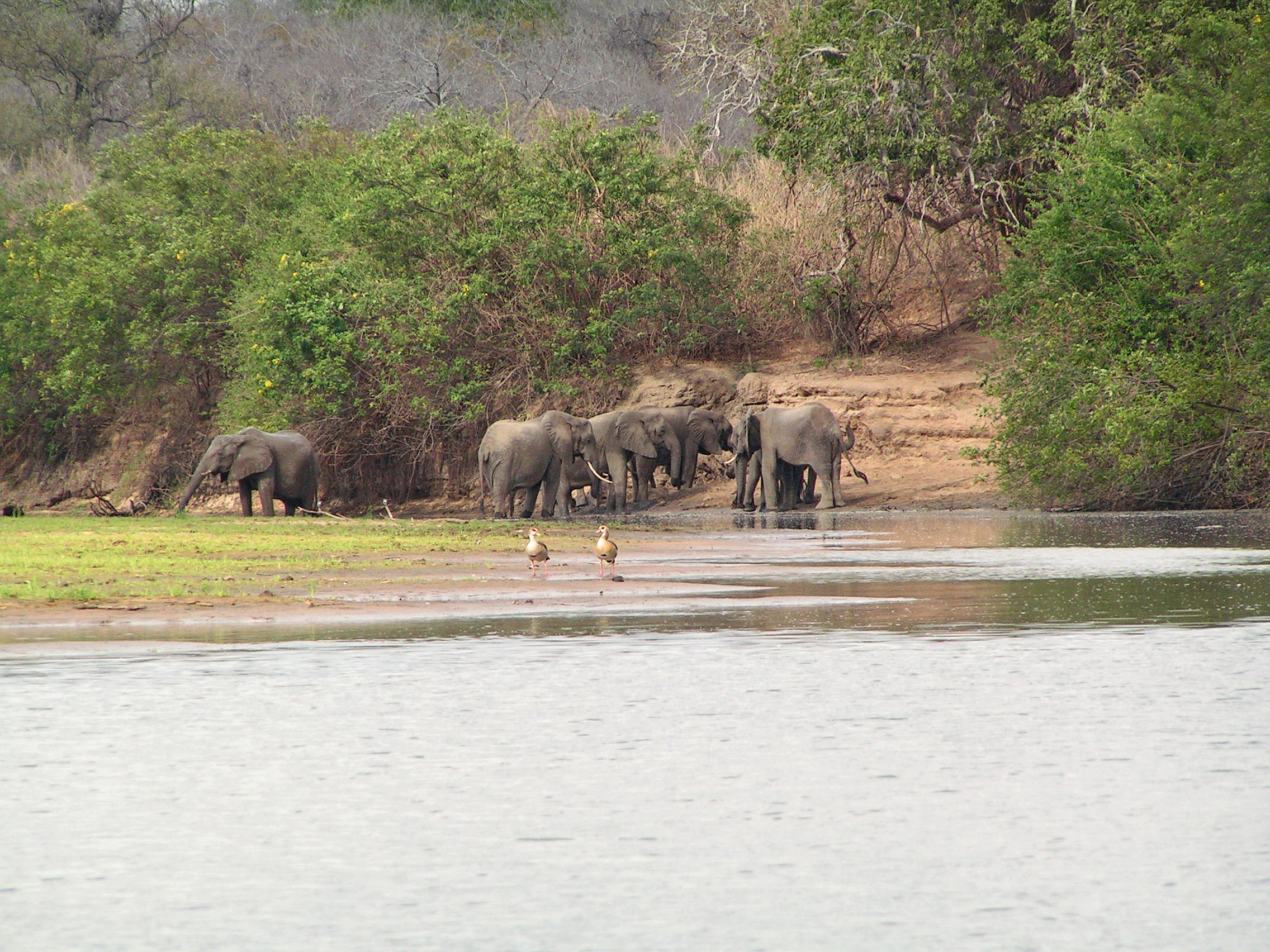
Un grup d'elefants a la vora del Rufiji

La vegetació en la petita reserva afectada per humans abasta uns quants biomes, des de matolls fins a pasturatges oberts i arbratges. No obstant això, la major part s'explica per l'anomenat bosc miombo (principalment de la família dels garrofers, que muden les seves fulles en l'estació seca).
Nombroses espècies de mamífers viuen en la reserva, algunes de les quals es troben en poblacions molt grans gràcies a la gran extensió de l'àrea. Les més impressionants són les poblacions d'elefants (al voltant de 13.000, El 2013), girafes, hipopòtams, búfals i cocodrils. Aquí, els gossos salvatges africans tímids i en perill d'extinció han trobat una de les seves últimes àrees de refugi (al voltant de 1300 animals, a partir de 1999), per la qual cosa se'ls pot veure regularment en safaris al voltant del llac Tagalala, una de les poques oportunitats perquè els turistes els vegin en el seu entorn natural per a experimentar.
La població de rinoceronts negres en la reserva es va reduir d'al voltant de 3.000 el 1981 a uns pocs centenars. Malgrat les condicions inicials favorables, com la grandària i la inaccessibilitat de l'àrea, la qual cosa dificulta la caça furtiva, així com el subministrament d'aigua durant tot l'any a través del sistema fluvial Ruaha - Rufiji i les bones condicions de creixement per a nombroses plantes farratgeres d'elefants, les poblacions d'elefants estan subjectes a fortes fluctuacions. El 1977, el nombre d'elefants en l'ecosistema Selous i Mikumi era igual a 109.000 espècimens; el 1976, es van comptar 82.628 animals en l'àrea pura del parc, el 1981 fins i tot 85.502. Només un any després, la població d'elefants es va estimar en 55.000. Després de caure a 29.616 el 1989, es va recuperar a al voltant de 50.000 animals el 1994. En els últims anys, el nombre d'elefants ha disminuït dràsticament a causa de la intensa caça furtiva. Segons un cens de 2013, només hi havia uns 13.000 animals. Un recompte de caça el 1994 va mostrar més enllà d'una població de 138.000 búfals, 46.500 nyus (dues subespècies: taurinus i albojubatus) 29.500 impales, 27.000 hipopòtams, 21.500 zebres de les planes, 20.000 antílops de Lichtenstein, 11.700 congonis i 10.000 antílops aquàtics. Especialment en els pasturatges al nord de Rufiji es poden trobar girafes (2200 animals), antílops eland, cérvols grans, senglars i ocasionalment guepards. En els boscos de Miombo també hi ha kudu i antílops. Les grans poblacions de caça atreuen a nombrosos carnívors grans. La població de lleons s'estima en 3.000 a 4.000 animals. Amb 1.300 animals, la població de gossos salvatges africans és la més gran de tot el continent. Els lleopards i les hienes tacades també són nombroses. A més, es troben babuins, xacals de la tira, Puku -Antilopen, Klipspringer, duiker vermell i duiquer blau. Les espècies que rares vegades es troben en l'àrea són el mangabe de Sanje, el colobo de Udzungwa, el mico colobo blanc i negre, el topi i la cabra salvatge de Sharpe. A més, la reserva alberga al voltant de 350 espècies d'ocells i proporciona un hàbitat per a tres espècies de mosques tsetsé.

## Galeria

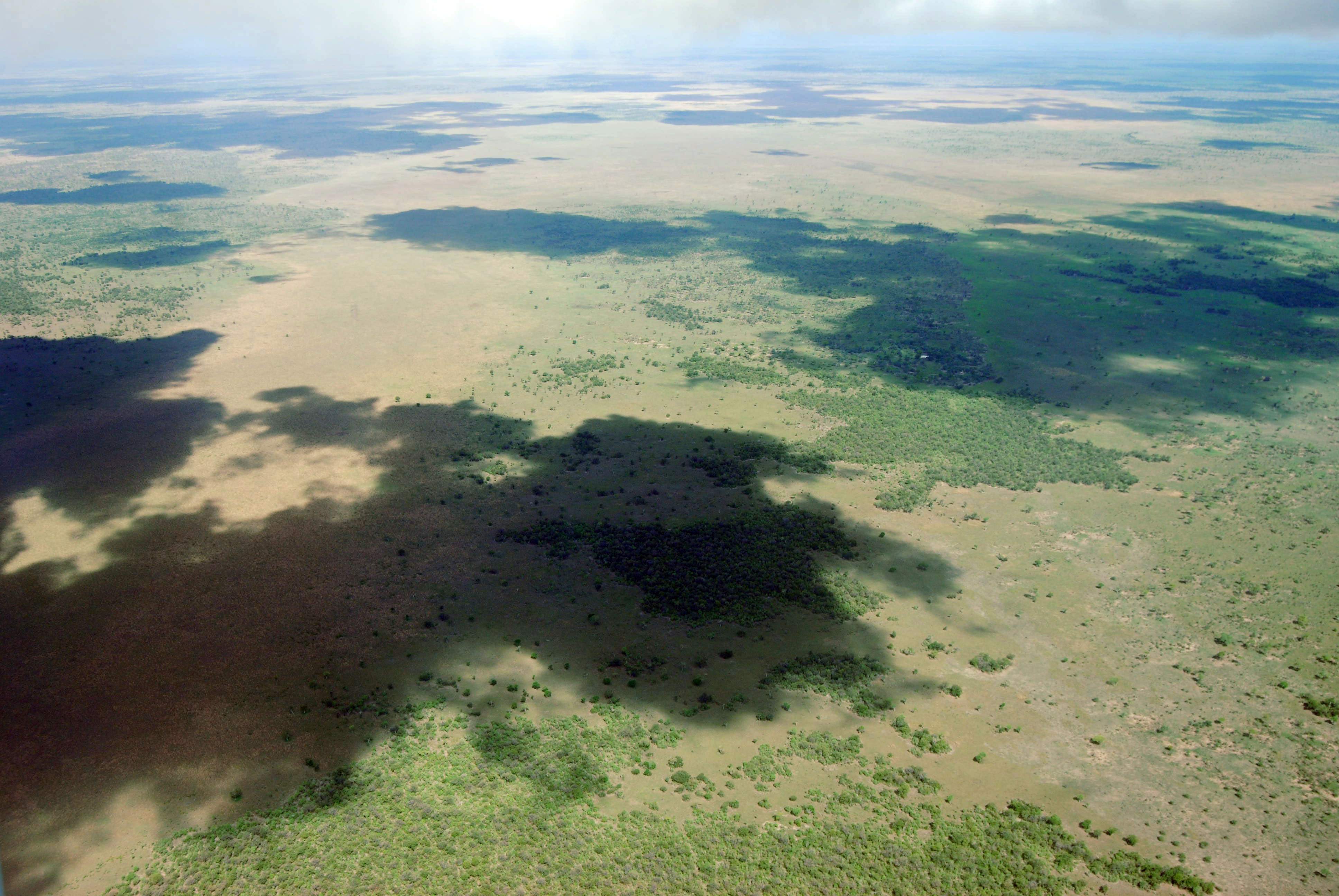
Foto aèria de la reserva
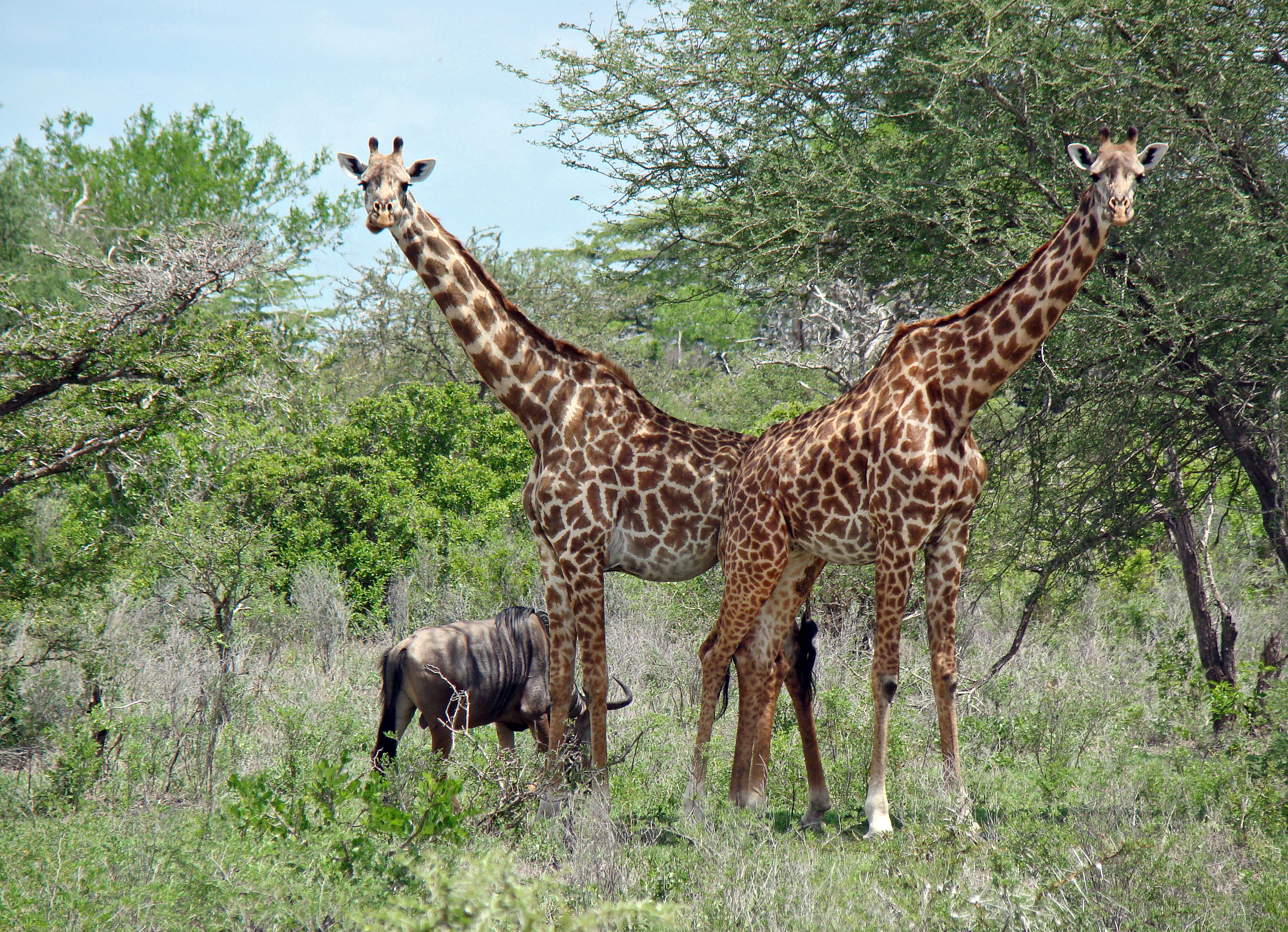
Girafes i nyús a Selous
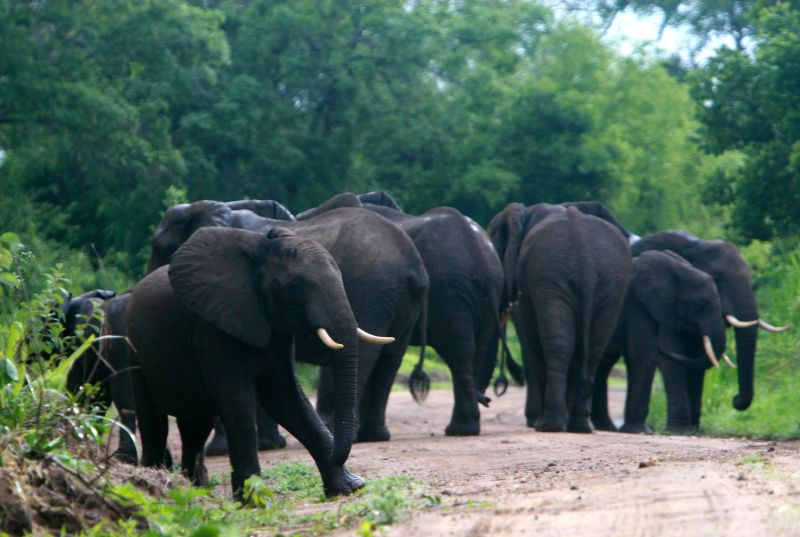
Elefants
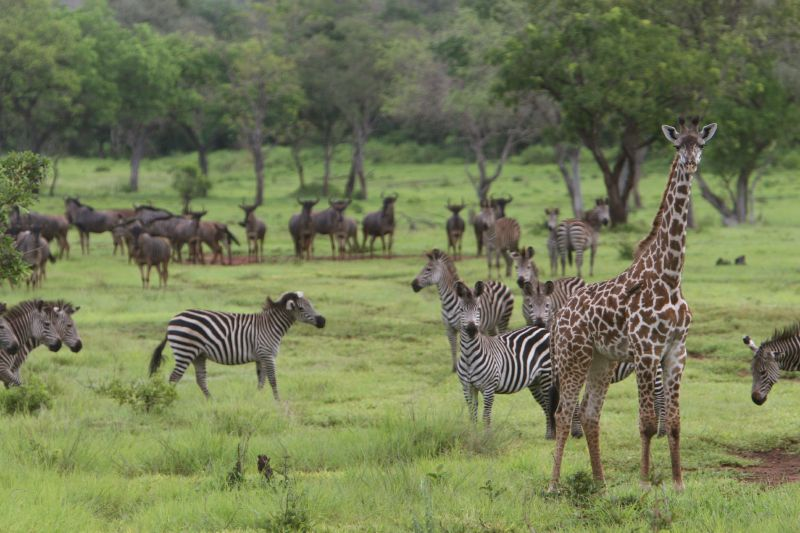
Animals a Selous
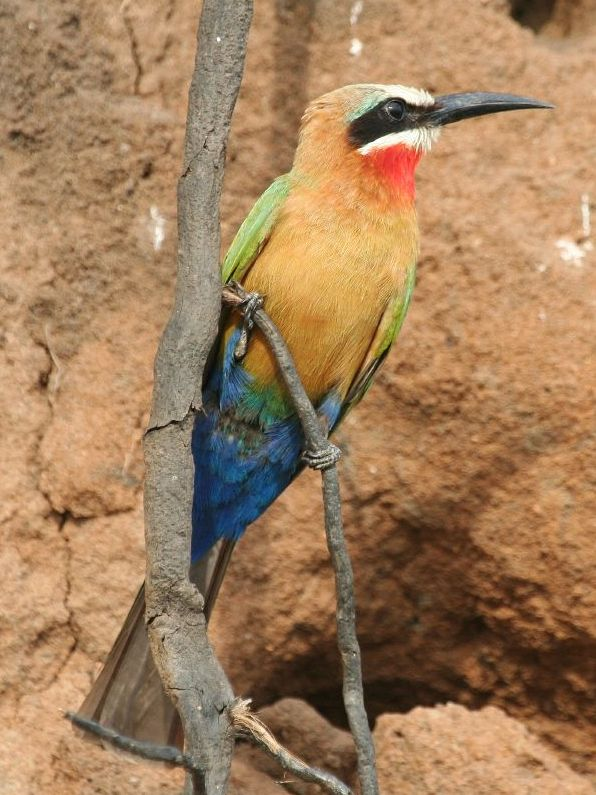
Abellerol frontblanc
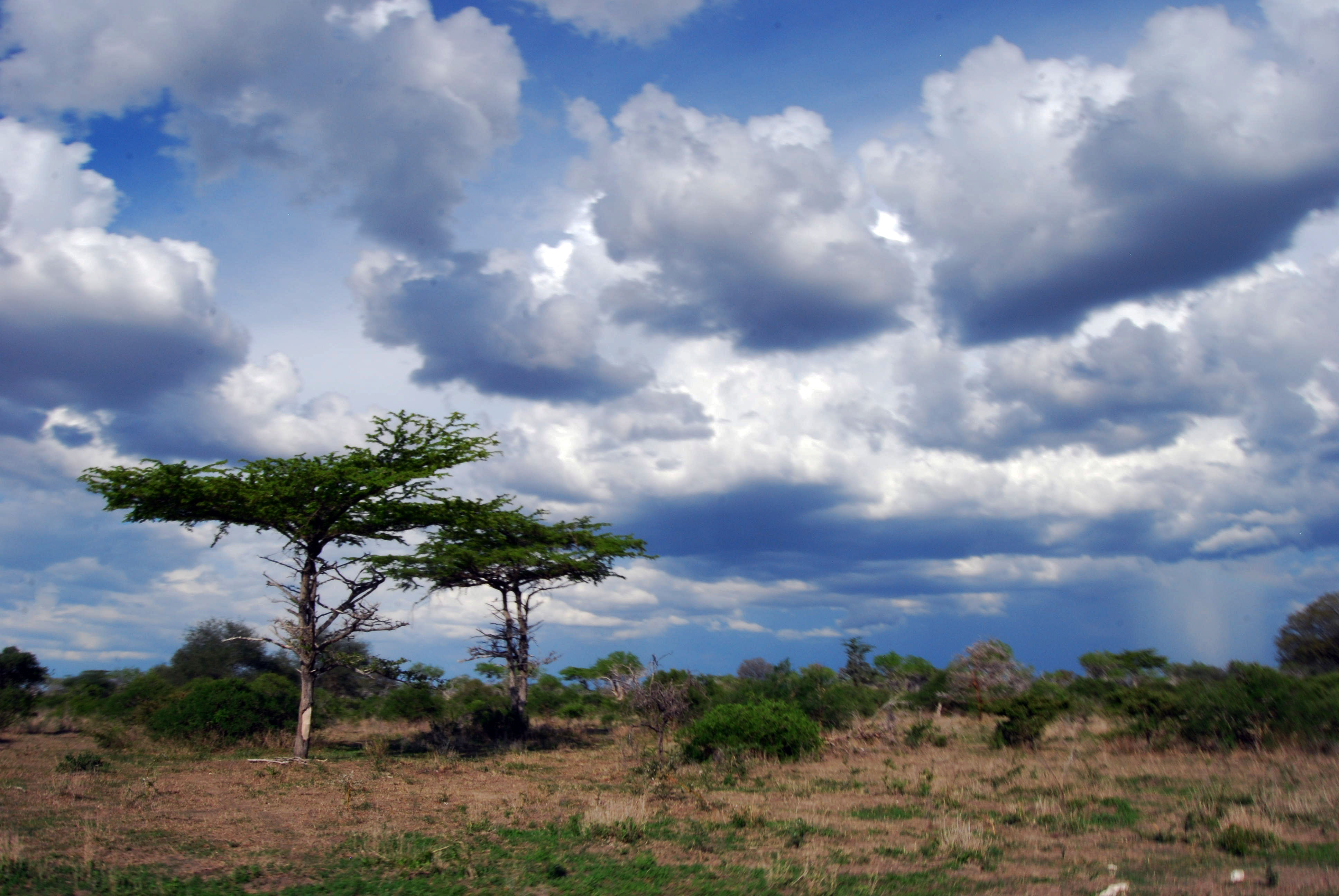
Selous
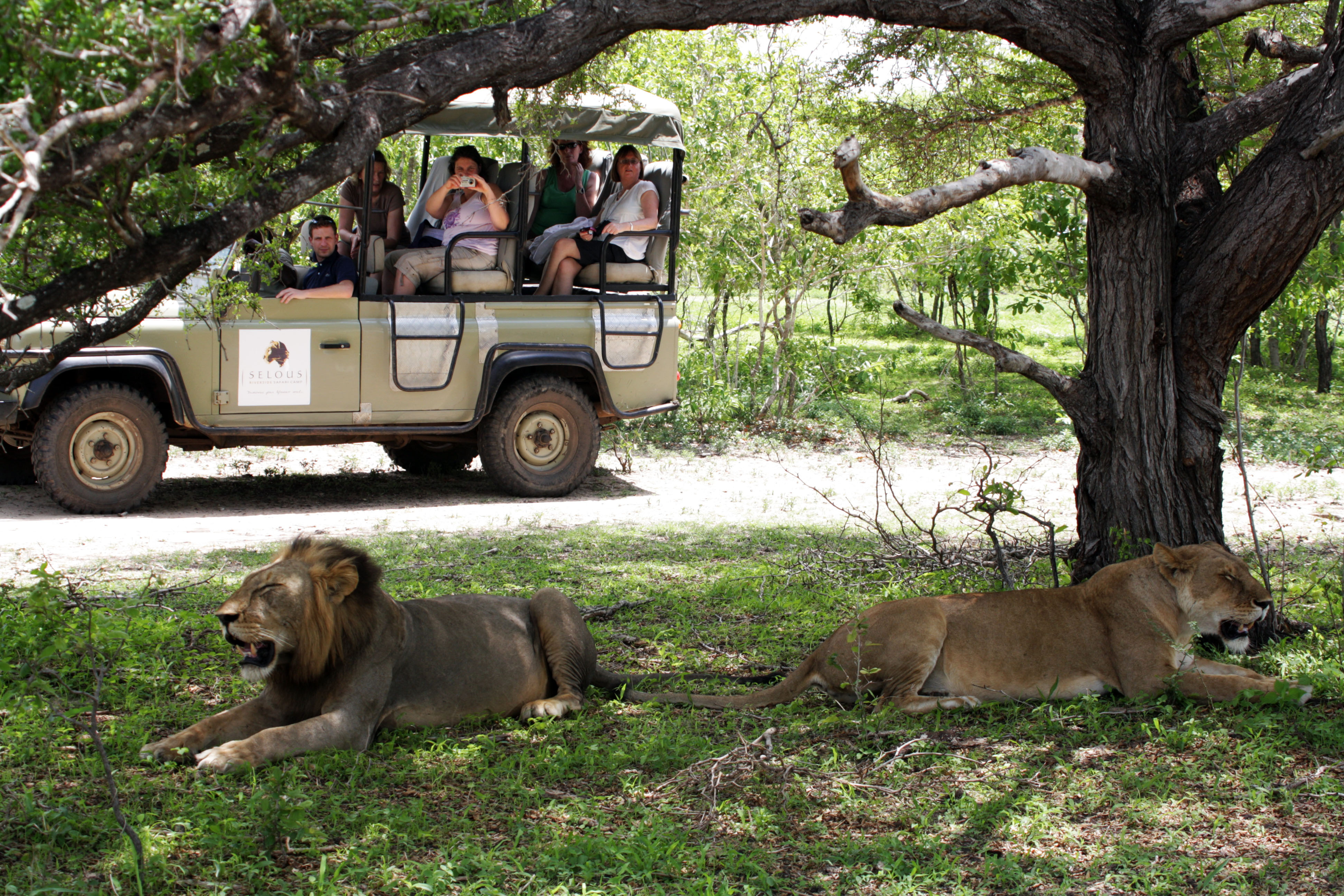
Turistes observant lleons a Selous
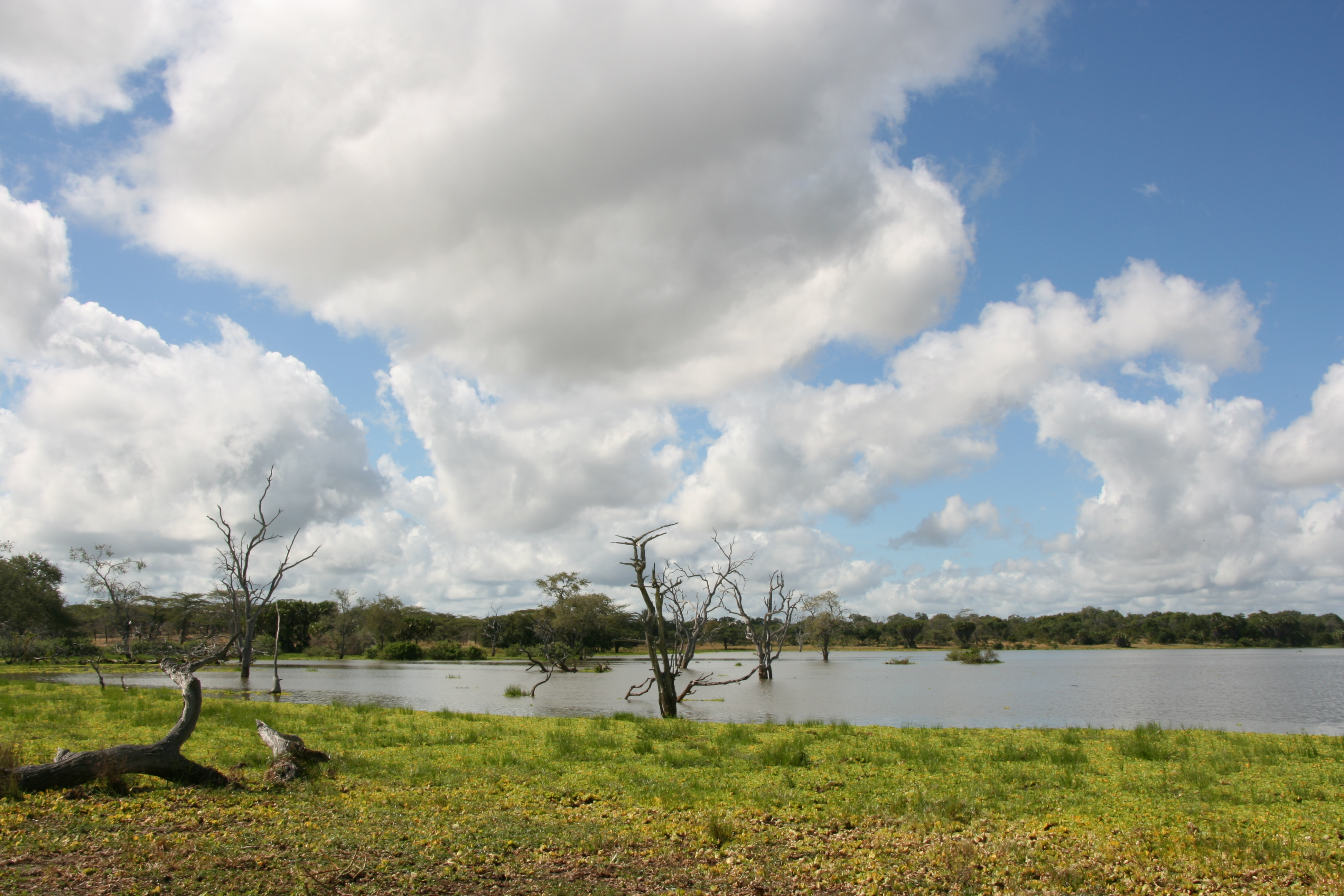
Llac